# Eugenia Stołyhwo
Eugenia Stołyhwo, także Stołyhwowa, de domo Piotrowska (ur. 7 września 1894 w Warszawie, zm. 25 grudnia 1965 w Przegorzałach) – polska antropolożka, badaczka rozwoju fizycznego człowieka. Pierwszy rektor Wyższej Szkoły Wychowania Fizycznego w Krakowie.

## Życiorys
Urodziła się 7 września 1894 roku w Warszawie jako Eugenia Piotrowska. W latach 1911–1914 studiowała na Wydziale Przyrodniczym warszawskich Kursów Pedagogicznych dla Kobiet Jana Miłkowskiego, choć ze względu na wybuch I wojny światowej dyplom przyznano jej dopiero w 1915 roku. Tego samego roku wyszła za mąż za antropologa Kazimierza Stołyhwę. Podczas wojny krótko pracowała jako nauczycielka w gimnazjach żeńskich, po czym w latach 1917–1925 studiowała na Wydziale Przyrodniczym Uniwersytetu Warszawskiego. W tym czasie była także laborantką w Instytucie Nauk Antropologicznych Towarzystwa Naukowego Warszawskiego. W 1925 roku uzyskała stopień doktora filozofii na podstawie rozprawy: Charakterystyka antropologiczna kości gnykowej, po czym przez dekadę kontynuowała pracę w Instytucie Nauk Antropologicznych, gdzie pełniła funkcję asystentki z tytułem doktora. W latach 30. XX w. pracowała krótko za granicą w Zakładzie Antropologii przy Muzeum Historii Naturalnej w Paryżu, w Muzeum Historii Naturalnej w Chicago, w National Museum w Waszyngtonie, a także w Zakładzie Antropologii w Londynie. W 1934 roku habilitowała się na Wydziale Lekarskim Uniwersytetu Poznańskiego na podstawie rozprawy o ludności województwa lubelskiego. W drugiej połowie lat 30., aż do 1939 roku, pracowała na Uniwersytecie Jagiellońskim. Podczas II wojny światowej należała do Rady Głównej Opiekuńczej oraz działała na rzecz zwolnienia wykładowców z obozów koncentracyjnych. 
Po wojnie powróciła do pracy na Uniwersytecie Jagiellońskim. W 1950 roku, gdy krakowskie Studium Wychowania Fizycznego przekształcono w Wyższą Szkołę Wychowania Fizycznego w Krakowie, została jej pierwszym rektorem, sprawując funkcję przez 5 lat. W tym czasie kompletnie zmieniła strukturę instytucji, by odpowiadała współczesnemu podejściu do kultury fizycznej. W 1951 roku uzyskała tytuł profesora tytularnego, a w 1954 roku została profesorem nadzwyczajnym. Na początku lat 60. otrzymała tytuł profesora zwyczajnego. W tym samym czasie objęła kierownictwo Zakładu Antropologii UJ, które wcześniej sprawował jej mąż. W 1964 roku przeszła na emeryturę. 
Jest autorką około 70 zróżnicowanych tematycznie publikacji. Z początku w pracy naukowej zajmowała się tematyką osteologii i kraniologii. Jej pionierskie prace o dymorfizmie budowy kości gnykowej były szeroko cytowane. Zajmowała się prognatyzmem twarzy w aspekcie zmienności rasowej, jednocześnie odnosząc się bardzo krytycznie do typologii rasowej. Ważnym obszarem jej badań był wpływ czynników środowiskowych na rozwój fizyczny dzieci i młodzieży. Była jednym z autorów pierwszego tomu Anatomii człowieka: podręcznika dla studentów i lekarzy (1952). Zainicjowała, współtworzyła i zredagowała podręcznik Zarys antropologii, który ukazał się w 1962 roku. W 1959 roku ukazał się pod jej redakcją przekład Charlesa Darwina O pochodzeniu człowieka autorstwa Stanisława Panka. Za zasługi na polu nauki została odznaczona w 1955 roku Krzyżem Kawalerskim Orderu Odrodzenia Polski. 
Zmarła 25 grudnia 1965 roku w Przegorzałach pod Krakowem. Została pochowana na cmentarzu Salwatorskim w Krakowie.

## Publikacje
- Charakterystyka antropologiczna kości gnykowej, „Archiwum Nauk Antropologicznych Towarzystwa Naukowego Warszawskiego”, 1926, t. 3, dział A 3, s. 1–31[2]
- W sprawie badań nad doborem płciowym u ludzi, „Sprawozdania Towarzystwa Naukowego Warszawskiego”, 1927, t. 20, wydz. III, s. 439–453[2]
- Antropologia Polski. Struktura antropologiczna Polski na tle stosunków rasowych Europy, Warszawa 1930, t. 1, s. 1–27[2]
- Ludność województwa lubelskiego z punktu widzenia jej zróżnicowania rasowego. Monografia statystyczno-gospodarcza Lubelskiego, Warszawa 1931, t. 1, s. 225–271[2]
- Ueber den sogenannten „praeslavischen Typus’’, „Verhandlungen der Physische Anthropologie”, 1932, t. 6, s. 137–142[2]
- Znaczenie czynnika konstytucjonalnego i rasowego u chorych na raka, „Przegląd Antropologiczny” ,1933, t. 7, s. 105–108[2]
- Jasnopigmentowane elementy wśród Kaszubów półwyspu Helskiego a nawiązywanie ich do rasy nordycznej, „Sprawozdania Polskiej Akademii Umiejętności”, 1936, t. 41, nr 6[8]
- La methode des coupes de correlation et son role dans l’analyse raciale des populations, „Bolletino del Comitato Internationale per l’unificazione dei Metodi e per la Sintesi in Antropologia e Eugenica”, 1937, nr 4, s. 35–56[2]
- Zagadnienie krzyżowania ras ludzkich, Warszawa: Polskie Towarzystwo Eugeniczne, 1937[9]
- Wpływ ćwiczeń cielesnych na organizm kobiety w świetle zagadnień populacyjnych, Kraków 1938[10]
- Badania nad zróżnicowaniem rasowym długości okresu rozrodczego u kobiet, „Przegląd Antropologiczny”, 1938, t. 12, z. 1, s. 1–22[2]
- Nasi prarodzice: kim jest i jak powstał człowiek, Warszawa: Radiowy Instytut Wydawniczy, 1948[11]
- Wiek występowania pierwszej menstruacji w zależności od zróżnicowania społecznego i rasowego, „Sprawozdania Polskiej Akademii Umiejętności”, 1949, t. 50, nr 4, s. 163–165[2]
- Założenia naukowe arabsko-polskiej wyprawy antropologicznej, „Człowiek w Czasie i Przestrzeni: kwartalnik Polskiego Towarzystwa Antropologicznego”, 1958, t.1, nr 4, 177–179[12]
- Wstępne badania antropologiczne dzieci kairskich, „Człowiek w Czasie i Przestrzeni: kwartalnik Polskiego Towarzystwa Antropologicznego”, 1958, t.1, nr 4, 204–206; wraz z Tadeuszem Dzierżykraj-Rogalskim[12]